# Bhadaure (Okhaldhunga)
Pour les articles homonymes, voir Bhadaure.
Bhadaure (en népalais : भदौरे) est un comité de développement villageois du Népal situé dans le district d'Okhaldhunga. Au recensement de 2011, il comptait 2 999 habitants.